# Soudou
Soudou (deutsch auch: Sudu) ist eine Stadt in Togo. Sie befindet sich im Nordosten des Landes in der Region Kara unmittelbar an der Grenze zum Benin.
Die Bewohner von Soudou gehören größtenteils der Temba Ethnie an.

## Geschichte

### Kolonialzeit
Zur deutschen Kolonialzeit lag Soudou im Verwaltungsbezirk Sokode. Sie lag auf der zu dieser Zeit nach ihr und der Ortschaft Dako benannten Sudu-Dako-Hochfläche.